# Лилует
Лилует (на английски: Lillooet) е едно от четирите основни индиански племена на Вътрешните салиши в Британска Колумбия, Канада. Територията, която обитават обхваща Каньона Фрейзър, до река Фрейзър на изток и изворите на река Лилует на запад, и от изворите на Бридж Ривър на север до езерото Харисън на юг. Близко родсвени с шусвап и томпсън, с които споделят сходни култура и начин на живот. На запад граничат с Крайбрежните салиши и в културата им навлизат доста елементи характерни за народите от Северозападното крайбрежие като потлача, клановата система, митологията и тотемните стълбове.

## Име
Името лилует означава „див лук“ и идва от името на едно от селата им. Съседите им шусвап ги наричат стл-атл-имх, което на техния език се произнася като ст’ат’имс.

## Език
Лилует говорят език класифициран към северния клон на Вътрешните салиши, който се състои от два диалекта – горен или Фрейзър Ривър лилует и долен или Маунт Кюри лилует. Това езиково разделение води и до разделянето на племето на две основни дивизии. Разделението е както лингвистично, така и географско и културно. Горните лилует са типично племе от Платото, докато долните са доста повлияни от културата на Северозападното крайбрежие.

## Култура
В едно село на долните лилует живее една свързана група, клан или няколко семейни групи, които живеят в големи дървени къщи подобни на тези на Крайбрежните салиши. Всяка такава група води началото си от един митологичен предшественик и има свой наследствен вожд (кукупи), чиято фамилия формира аристокрация. Самото село се ръководи от съвет на старейшините. Робите нямат никакви права. Има също така военни и ловни вождове, оратори и богати хора, които формират висша класа. Различните жизнени цикли са отбелязвани винаги с потлач. Тотемът на клана е изсечен на централния стълб на дома или на отделен стълб близо до него. Гробовете също са маркирани с тотемни стълбове.
Горните лилует не използват тотемни стълбове. Техните жилища са типични за района на Платото. Около дълбока яма, върху носеща греда поставена на два основни стълба в кръг се наредени пръти, след което се поставят хоризонтално други пръти и върху тях се поставя дървесна кора.
Юношите са подготвяни за зрелостта чрез пост, извършване на подвиг и физическа издръжливост. Основна цел за тях е да се сдобият с дух – закрилник, чрез сън или видение. Момичетата са изолирани в отделна постройка по време на месечния им цикъл.
Основна храна е сьомгата. Мъжете ловуват едър и дребен дивеч, а жените събират различни диви растителни храни, които се съхраняват за по-късна консумация.
Дрехите си изработват от кедрова кора и кожи. Мъжете обикновено носят през лятото само набедреник, а в студеното време добавят ризи и гамаши. Женското облекло основно се състои от рокли и къси гамаши и мокасини.
Племето е известно с дърворезбарството си и изработката на фини кошници.
Повечето лилует приемат земята за кръгла или плоска. Изтока се асоциира със светлината и живота, а запада с тъмнината и смъртта.

## Подразделения
През 18 век племето наброява общо около 4000 души. През 19 век са идентифицирани 94 техни села, концентрирани в няколко района – в областта на Пембъртън и езерото Лилует, около езерата Андерсън и Ситън, и по река Фрейзър, от Леон Крийк на север, до устието на Кайуш Крийк на юг.
Горна дивизия или Фрейзър Ривър лилует.
Състои се от две основни подразделения:
- Фрейзър Ривър лилует – включва хората живеещи около река Фрейзър, от Леон Крийк до устието на Кайуш Крийк.
- Лейк лилует – включва хората живеещи около езерата Андерсън и Ситън.

В началото на 20 век Канадското правителство класифицира горните лилует в няколко групи (от север на юг):
Фрейзър Ривър лилует
- Фонтейн (Какл’еп, Хахлип) – в района на Фонтейн
- Кайуш Крийк (Секу’ел’уас) – по Кайуш Крийк
- Бридж Ривър (Нхуистен) – в долината на Бридж Ривър. Днес групата контролира 3 резервата в същия район, които са едни от най-големите в Британска Колумбия.
- Павилион (Тс’ку’айлаху) – тази група е доста смесена с шусвап. Контролират 8 резервата по реките Макей, Леон и Фрейзър. Групата наброява 516 души (2016).
- Лилует (Тит’к’ет, Тл’иктл’икт) – живеят в района на езерото Ситън и по река Фрейзър. Контролират 7 резервата и наброяват 425 души (2016).

Лейк лилует
- Андерсън Лейк (Н’куаткуа) – живеят в района на езерото Андерсън. Контролират 6 резервата и наброяват 359 души (2016).
- Ситън Лейк (Тсал’алх, Шалалт) – подразделят се на 4 подгрупи:
  - Скеил
  - Охин
  - Лхус (Слош)
  - Нкуаит (Нкиат)

Групите живеят по северния бряг на езерото Ситън и по източния бряг на езерото Андерсън. Контролират общо 9 резервата и наброяват 685 души (2016).
Долна дивизия или Маунт Кюри лилует, или истински лилует. Състои се от две основни подразделения:
- Пембъртън – включва хората живеещи в района на Пембъртън, Маунт Кюри и езерото Лилует.
- Лилует Ривър лилует (Племето Дъглас) – включва хората живеещи в долното течение на река Лилует – от езерото Лилует до Порт Дъглас.

В началото на 20 век Канадското правителство класифицира долните лилует в групите:
- Пембъртън (Лиллуат) – най-голямата група лилует. През 2016 наброяват общо 2181 души. Групата контролира 10 резервата в района на Пембъртън.
- Лилует Ривър лилует
  - Самахкуам – по брега на езерото Литъл Лилует – 367 души (2016)
  - Скокумчук (Скатин) – по южния бряг на езерото Лилует и по източния бряг на река Лилует. Контролират 10 резервата в същия район и наброяват 410 души (2016)
  - Дъглас (Ха’хтса) – тази група е разделена на 2 общности. Едната е концентрирана в северната част на езерото Литъл Харисън, а другата по западния бряг на река Лилует. През 2016 г. наброяват общо 321 души.

Днес групите са организирани в 3 Племенни правителства:
- Племенен съвет Лилует – влизат групите Фонтейн, Кайуш Крийк, Лилует, Лиллуат (Маунт Кюри), Ситън Лейк и Бридж Ривър Първи нации.
- Ий-шук-ч – включва групите Самахкуам, Дъглас и Скатин Първи нации.
- Племенен съвет Долни Стл’атл’имх – включва групите Н’куаткуа, Самахкуам, Дъглас и Скатин Първи нации.[1]

## История
Първият известен контакт между горните лилует и неиндианци е през 1808 г., когато Саймън Фрейзър идва в региона. През 1812 г. Компанията Хъдсън Бей основава Форт Камлупс (Томпсън).
Долните лилует срещат първите бели през 1827 г. По време на златната треска в района на река Томпсън през 1856 г. хиляди миньори и авантюристи се изсипват в региона. Единият от пътищата към златните мини минава по река Лилует, през езерото Лилует, по Бъркинхед Ривър и по езерата Андерсън и Ситън. По протежението на този маршрут бързо изникват няколко селища. До средата на 1860-те този път постоянно е използван като хора от племето често са наемани за носачи, превозвачи и помагачи. Първите мисионери идват през 1859 г. Между 1860 и 1871 г. 7 от селата на лилует са превърнати в резервати, а до 1916 г. са създадени още 42 резервата. В началото на 21 век общо записаните членове на племето са над 7000 души.